# Antoine César Becquerel
Antoine César Becquerel (7 tháng 3 năm 1788 - 18 tháng 1 năm 1878) là một nhà khoa học người Pháp và là nhà tiên phong trong nghiên cứu các hiện tượng điện và phát quang.

## Tiểu sử
Ông sinh tại Châtillon-sur-Loing (ngày nay là Châtillon-Coligny). Sau khi tốt nghiệp Trường Bách khoa Paris, ông trở thành kỹ sư năm 1808 và đã phục vụ tích cực với quân đội đế quốc ở Tây Ban Nha từ năm 1810 đến năm 1812 và một lần nữa ở Pháp năm 1814. Sau đó ông từ chức ở quân đội và dành phần còn lại của cuộc đời để nghiên cứu khoa học.
Năm 1820, theo nghiên cứu của René Just Haüy, ông thấy rằng áp lực có thể gây ra điện trong mọi vật liệu, tác động đến các tương tác bề mặt (đây không phải là áp điện). Năm 1825 ông đã phát minh ra một điện kế khác để đo chính xác điện trở. Năm 1829, ông phát minh ra một pin điện hóa không đổi, là tiền thân của pin Daniell. Năm 1839, làm việc với con trai A. E. Becquerel, ông đã phát hiện ra hiệu ứng quang điện trên một điện cực trong chất lỏng dẫn.
Nghiên cứu đầu tiên của ông là khoáng vật học nhưng ông sớm chú ý tới nghiên cứu về điện và đặc biệt là về điện hóa. Năm 1837, ông trở thành viên của Hội Hoàng gia Luân Đôn và nhận được huy chương Copley cho nhiều cuốn hồi ký về điện và đặc biệt đối với những người sản xuất kim loại sulphuret và lưu huỳnh bằng điện phân. Ông là người đầu tiên điều chế các nguyên tố kim loại từ quặng của chúng bằng phương pháp này. Người ta hy vọng rằng điều này sẽ dẫn tới sự hiểu biết về việc tái cấu trúc của các tinh thể và các quá trình có thể được sử dụng bởi tự nhiên trong việc sản xuất các chất như vậy trong lĩnh vực khoáng sản.
Trong lĩnh vực hóa sinh, ông làm việc tại các vấn đề về nhiệt động vật và các hiện tượng đi kèm với sự phát triển của thực vật, và ông cũng dành nhiều thời gian cho các câu hỏi và quan sát khí tượng. Ông là một nhà văn sáng tác, những cuốn sách của ông bao gồm Traité de l'électricité et du magnétisme (1834–1840), Traité de physique dans ses rapports avec la chimie (1842), Elements de électro-chimie (1843), Traité complet du magnétisme (1845), Elements de physique terrestre et de meteorologié (1847) và Des climats et de l'influences qu'exercent les les sols boisés et non boisés (1853). Từ năm 1837, ông là giáo sư vật lý tại Bảo tàng Lịch sử Tự nhiên Quốc gia Pháp.
Năm 1878, ông qua đời tại Paris. Ông là cha của nhà vật lí Edmond Becquerel và ông nội của nhà vật lí Henri Becquerel. Tên của ông là một trong 72 cái tên ghi trên Tháp Eiffel..